# Minerval
En Belgique, au Congo, au Rwanda et au Burundi, on appelle minerval ou écolage le droit d'inscription dans les hautes écoles et les universités pour les élèves belges ou issus de l'Union européenne. Le montant de ce droit varie selon l'année d'étude, l'établissement et la situation du demandeur. Ce terme est usité également dans les Écoles européennes.

## Étymologie du terme
Le terme minerval est dérivé de Minerve, nom de la déesse romaine de la sagesse, des sciences et des arts, auquel est ajouté le suffixe -al, qui transforme le substantif en adjectif. 
Le minerval était le cadeau offert, pendant les Quinquatries, par les écoliers romains à leurs maitres en rétribution de l'instruction reçue. 
Allégoriquement, l'étudiant qui s'acquitte de son minerval paye donc son tribut à la sagesse, aux sciences et aux arts.
Le sens métaphorique de cette expression a fait dire à certains philologues belges qu'il s'agit d'un belgicisme noble, à opposer aux belgicismes communs qui n'enrichissent aucunement la langue française.

## Usage du terme
Si le terme est d'usage pratique commun dans la société belge, le fait qu'il s'agisse d'un néologisme local limite son usage. Ainsi, dans les papiers officiels imprimés par les universités et les hautes écoles, il n'est jamais question de minerval, mais de droit d'inscription, comme dans les autres pays de la francophonie.